# Michala Petri
Pour les articles homonymes, voir Petri.
Michala Petri (née le 7 juillet 1958 à Copenhague, au Danemark) est une flûtiste à bec danoise. La pureté de son jeu et ses nombreux enregistrements ont fait d'elle une soliste de renommée internationale.

## Biographie
Michala Petri a commencé à jouer de la flûte à bec à l'âge de trois ans et s'est produite à la Radio danoise dès l'âge de cinq ans. Elle joue en concert à Copenhague dès 1969. Avec sa mère, claveciniste, et son frère, violoncelliste, elle forme un trio, effectuant d'importantes tournées. Elle étudie avec Ferdinand Conrad à la Hoschule für Musik de Hanovre de 1970 à 1976. Elle se produit autant en tant que soliste qu'en tant que musicienne de chambre. Elle fait sa première américaine en 1982 et sa première japonaise en 1984. Son répertoire s'étend de la musique baroque à la musique contemporaine. Elle est commanditaires de plusieurs œuvres de compositeurs contemporains.
Elle est reconnue pour sa virtuosité et sa polyvalence à travers un éventail de modèles de flûtes à bec, mais principalement pour la sopranino, la plus petite des flûtes à bec. Elle a présenté en première mondiale plusieurs œuvres de compositeurs tels que Malcolm Arnold et Gordon Jacob aussi bien que Daniel Börtz, Erik Haumann, Hans Kunstovny, Erling Bjerno, Thomas Koppel, Ove Benzen, Vagn Holmboe, Gary Kulesha, Asger Lund Christiansen, Michael Berkeley, Miklos Maros, Ezra Laderman, Jens Bjerre, Henning Christiansen, Niels Viggo Bentzon et Axel Borup Jørgensen.
Elle collabore fréquemment avec son désormais ex-mari, le guitariste et luthiste Lars Hannibal (ils ont divorcé en 2010 après 18 ans de mariage), avec qui elle a fait plusieurs enregistrements. Elle a un intérêt particulier pour les duos de flûte à bec et de guitare, collaborant ainsi avec des guitaristes tels que Göran Söllscher, Kazuhito Yamashita et Manuel Barrueco. Une collaboration notable fut deux albums des sonates de Jean-Sébastien Bach et de Georg Friedrich Haendel, avec Keith Jarrett sur le clavecin ; elle a également enregistré avec l'Orchestre philharmonique de Londres, l'Orchestre de chambre anglais, et Pinchas Zukerman, parmi beaucoup d'autres.
Sa mère, Hanna Petri, a étudié à l'Académie danoise royale de la musique et son frère, David Petri, violoncelliste, a gagné le prix du jeune musicien danois en 1978. Tous les deux ont enregistré des trios avec Michala Petri. En 1979, elle signe un contrat exclusif d'enregistrement avec la maison de disques Philips qui dure jusqu'en 1987. Elle enregistre ensuite chez BMG.

## Discographie partielle
- Albinoni : 8 concertos (BMG)
- Vivaldi : Les 6 Concertos pour flûte op. 10 (PHILIPS 9500 942, 1981)
- Mozart : Flute quartet (IOD, 2009)
- Kreisler Inspirations (BMG, 2001) avec Lars Hannibal
- Scandinavian Moods (SMI, 1999)
- Telemann : 6 Duette Für Blockflöte (BMG, 1990)
- Handel : Recorder Sonatas (BMG, 1991)
- Bach : sonatas (BMG, 1992) avec Keith Jarrett

## Récompenses
- Tagea Brandt Rejselegat (1981)
- Ordre de Dannebrog 1995
- Echo 1997
- H. C. Lumbye Prize 1998
- Willhelm Hansen Music Prize 1998
- Léonie Sonning Music Award 2000